# Signalisation routière d'immigration

De tels panneaux sont mis en place sur les voies rapides de Californie du Sud au début des années 1990.

La signalisation routière d'immigration est un ensemble de panneaux routiers installés sur certains tronçons de l'autoroute inter-États 5 (I-5), en Californie, pour avertir les automobilistes de la présence possible de migrants en provenance du Mexique susceptibles de traverser la voie afin de rejoindre les États-Unis.
Installés à partir de 1990, un seul panneau était encore en place à la mi-2017, mais le dernier disparaît en septembre de cette même année. En raison de la forte baisse de l'immigration illégale dans la région, en partie expliquée par la construction du mur séparant les deux pays, il n'est pas prévu qu'ils soient remplacés.
L'illustration présente sur ces panneaux, créée par John Hood pour le département des Transports de Californie, a par ailleurs inspiré d'autres œuvres.

## Histoire

Alternative textuelle du panneau.

L'installation de panneaux de signalisation mettant en garde les usagers de la route s'explique par les nombreux accidents ayant eu lieu dans la région. Ces accidents impliquent les voitures aux migrants qui aspirent à rejoindre les États-Unis illégalement, de façon à contourner la United States Border Patrol. Ainsi, entre 1987 et 1991, 127 personnes sont mortes renversées alors qu'elles tentaient de passer de l'autre côté de la voie rapide,.
Cette signalisation est installée le long de deux tronçons de l'Interstate 5 ; à proximité du poste-frontière de San Ysidro ainsi que de la base de Camp Pendleton, près de San Clemente. Le graphisme a été conçu par l'artiste John Hood, qui travaille à l'époque pour le Caltrans,.
Le panneau représente les silhouettes d'un homme, d'une femme ainsi que de leur fille. Ceux-ci sont penchés et courent, ce qui suggère une traversée dangereuse,. Un autre panneau affiche le texte suivant : « Caution Watch for People Crossing Road »,.
À la mi-2017, seul un panneau sur les dix originels était encore en place. Dans la mesure où les flux migratoires ont largement diminué en Californie, passant de 628 000 personnes dans la région de San Diego en 1986 à 31 891 individus en 2016, le département des Transports de cet État ne compte pas remplacer les panneaux disparus. En septembre 2017, le dernier panneau disparaît.

## Culture populaire
L'œuvre initiale de John Hood a été plusieurs fois reprise, et de nombreux produits dérivés ont été créés. Par exemple, les défenseurs du projet de loi américaine du DREAM Act ont pu porter un T-shirt avec pour motif une version modifiée du graphisme de Hood.
Par ailleurs, l'artiste britannique Banksy réalise en 2011, à Los Angeles, une œuvre inspirée du panneau routier en y ajoutant un cerf-volant que tient la silhouette de l'homme.